# Martin Polaček
Martin Polaček (ur. 2 kwietnia 1990 w Preszowie) – słowacki piłkarz występujący na pozycji bramkarza w klubie Sandecja Nowy Sącz. Wychowanek Tatrana Preszów, w swojej karierze grał także w takich zespołach jak Zbrojovka Brno, Spišská Nová Ves, Bodva, DAC Dunajská Streda, Slovan Bratysława, Zagłębie Lubin i FK Mladá Boleslav.
W reprezentacji Słowacji zadebiutował 10 listopada 2017 w przegranym 1:2 meczu z Ukrainą.

## Sukcesy

### Slovan Bratysława
- Mistrzostwo Słowacji: 2013/14